# Юсуфия (Марокко)
Юсуфия (араб. اليوسفية‎) — город в Марокко, расположен в области Марракеш — Сафи (до 2015 года — в бывшей области Дуккала-Абда).

## Географическое положение
Центр города располагается на высоте 298 метров над уровнем моря.

## Демография
Население города по годам:
| 2004   | 2012   |
| ------ | ------ |
| 64 518 | 68 972 |

## Транспорт
Ближайший аэропорт находится в городе Бен-Герире.